# Valette (Cantal)
Valette ist eine französische Gemeinde mit 237 Einwohnern (Stand: 1. Januar 2022) im Département Cantal in der Region Auvergne-Rhône-Alpes. Sie gehört zum Kanton Riom-ès-Montagnes und zum Arrondissement Mauriac. 

## Lage
Valette liegt etwa 39 Kilometer nordnordöstlich von Aurillac. Das Gemeindegebiet wird vom Fluss Sumène und seinen Nebenflüssen Violon und Cheylat durchquert.
Nachbargemeinden sind Menet im Norden und Nordwesten, Riom-ès-Montagnes im Osten und Nordosten, Collandres im Süden und Südosten sowie Trizac im Süden und Westen.

## Bevölkerungsentwicklung
| Jahr                       | 1962 | 1968 | 1975 | 1982 | 1990 | 1999 | 2006 | 2011 | 2016 |
| -------------------------- | ---- | ---- | ---- | ---- | ---- | ---- | ---- | ---- | ---- |
| Einwohner                  | 378  | 359  | 289  | 307  | 284  | 261  | 255  | 264  | 232  |
| Quellen: Cassini und INSEE |      |      |      |      |      |      |      |      |      |

## Sehenswürdigkeiten
- Kirche Saint-Augustin
- Brücken über die Sumène
- Mühle von Pradal